# Bengt Edlén
Bengt Edlén (Gusum, 2 novembre 1906 – Lund, 10 febbraio 1993) è stato un fisico e astronomo svedese specializzato in spettroscopia.
Fu il primo a identificare le linee spettrali sconosciute della corona solare, sfruttando i risultati per calcolare la temperatura della corona.

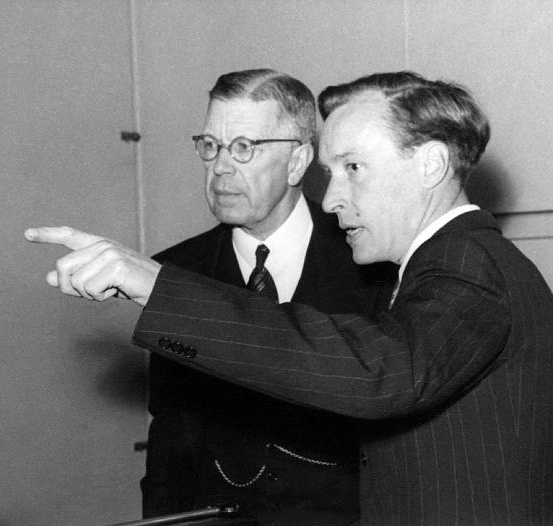
Bengt Edlén (a destra) con il re Gustavo VI Adolfo di Svezia.

## Biografia
Bengt Edlén nacque il 2 novembre 1906 a Gusum, in Svezia. Si diplomò al liceo di Norrköping nel 1926 e nello stesso anno iniziò gli studi all'Università di Uppsala. Si laureò dopo tre semestri e conseguì il dottorato di ricerca nel 1934 con una tesi sugli spettri e l'energia degli elementi all'inizio del sistema periodico.
Ottenne fama internazionale con la scoperta di linee spettrali non identificate nello spettro del Sole che si ipotizzava provenissero da un elemento chimico fino ad allora non identificato, chiamato coronium. Edlén in seguito dimostrò che quelle linee provenivano da ferro a ionizzazione multipla (Fe-XIV). La sua scoperta non fu subito accettata, poiché la presunta ionizzazione richiedeva una temperatura di milioni di gradi. Successivamente si verificò che tali temperature erano presenti nella corona solare. Diede anche un importante contributo all'analisi degli spettri delle stelle di Wolf-Rayet.
Edlén fu professore all'Università di Lund dal 1944 al 1973. Nel 1947 fu eletto membro dell'Accademia reale svedese delle scienze. Fu insignito della medaglia d'oro della Royal Astronomical Society nel 1945 per la soluzione del "mistero corona", la medaglia Howard N. Potts nel 1946 per le ricerche nell'estremo ultravioletto, e la medaglia Henry Draper della National Academy of Scienze nel 1968.